# 3 Pułk Armat Polowych (austro-węgierski)
Pułk Armat Polowych Nr 3 (FKR. Nr. 3) – pułk artylerii cesarskiej i królewskiej Armii.

## Historia pułku
W 1914 roku pułk stacjonował w Krakowie, w koszarach artylerii na Dąbiu i wchodził w skład 1 Brygady Artylerii Polowej, a pod względem taktycznym był podporządkowany komendantowi 5 Dywizji Piechoty w Ołomuńcu.
Polacy stanowili 47%, Niemcy 28%, Czesi 20%, inni 5%.
W 1916 oddział został przemianowany na Pułk Armat Polowych Nr 5. Równocześnie dotychczasowy Pułk Armat Polowych Nr 5 został przemianowany na Pułk Armat Polowych Nr 4, a numer „3” otrzymał dotychczasowy Pułk Armat Polowych Nr 42.
W 1918 na oddział został przemianowany na Pułk Artylerii Polowej Nr 5.
W czasie I wojny światowej w szeregach pułku walczyli m.in. kapitanowie Stanisław Miller i Rudolf Obraczay oraz porucznicy Rudolf Rosenberg-Łaszkiewicz, Aleksander Tupaj-Isertingen i Kazimierz Gatty-Kostyál.

## Komendanci pułku
- mjr Hermann Verrette (1894[8] – )
- ppłk / płk Paweł Cyrus-Sobolewski (7 VI 1913 – 14 VIII 1915)